# 열혈초등학교
열혈초등학교는 귀귀(貴句)가 2008년 8월부터 야후 웹툰에 연재하고 있는 웹툰이다.